# سیارک ۲۱۸۴۰
سیارک ۲۱۸۴۰ (به انگلیسی: 21840 Ghoshchoudhury، نامگذاری:1999TT101) بیست و یک هزار و هشتصد و چهلمین سیارک کشف شده‌است که در ۲ اکتبر ۱۹۹۹ کشف شد.
قدر مطلق سیارک برابر ۱۲.۳ است.